# Gerhard Backenstoss
Gerhard K. Backenstoß (* 28. Oktober 1924 in Lörrach; † 30. Mai 2011 in Riehen), seit seinen Tätigkeiten in der Schweiz als Gerhard Backenstoss bekannt, war ein deutscher Experimentalphysiker und Universitätsprofessor.

## Leben und Wirken
Backenstoss besuchte von 1934 an das Hebel-Gymnasium in Lörrach und legte hier 1941 oder 1942 sein Abitur ab. Nach der Schulzeit musste er für Hitlerdeutschland in den Krieg ziehen.
Von 1945 bis 1949 absolvierte er ein Studium der Physik an der Freiburger Albert-Ludwigs-Universität. Dort promovierte er über die Spektroskopie der Gammastrahlung. Er ging in die Vereinigten Staaten und arbeitete von 1955 bis 1957 als wissenschaftlicher Mitarbeiter auf dem Gebiet der Halbleiterphysik bei den Bell Telephone Laboratories in Murray Hill, New Jersey. Der Besuch eines Seminars von Sergio de Benedetti (Carnegie Mellon University, Pittsburgh) über pionische und myonische Atome inspirierte ihn, sich dieses Forschungsbereichs anzunehmen. Ein CERN-Stipendium ermöglichte ihm den Wechsel nach Pittsburgh, wo er von 1957 bis 1958 als Wissenschaftlicher Assistent am Carnegie Institute of Technology angestellt war. Er erlebte dort, dass es die führenden Köpfe aus seinem Fachbereich nach Genf zum Europäischen Kernforschungszentrum (CERN) zog. Von 1959 bis 1966 stand er dann selbst in verantwortungsvoller Position in Diensten des Kernforschungszentrums CERN. Von 1966 bis 1974 wirkte er gleichzeitig als Forschungsgruppenleiter in Genf, als Mitglied verschiedener Beraterkreise für Regierungen, Institute, Fachkonferenzen und Gutachterausschüssen und als Dozent an der Universität Karlsruhe.
Ab 1974 war er Ordentlicher Professor an der Philosophisch-Naturwissenschaftlichen Fakultät der Universität Basel und wurde deren Dekan. Zusammen mit Eugen Baumgartner forschte er neben der Lehrtätigkeit als Experimentalphysiker zu Themen der Kern- und Elementarteilchenphysik. So war er an den Experimenten am LEAR (Low Energy Antiproton Ring)-Speicherring des CERN beteiligt, in dem Mitte der 1990er Jahre die ersten Antiwasserstoffatome erzeugt werden konnten. Er war darüber hinaus Mitherausgeber der Zeitschrift für Physik.
1993 wurde er emeritiert. Er blieb in der Schweiz und starb in seinem 87. Lebensjahr in seinem Wohnort Riehen bei Basel.

## Auszeichnungen
- 1970: Röntgen-Preis der Justus-Liebig-Universität Gießen für ausgezeichnete Arbeiten über Antiproton- und Sigma-Atome, insbesondere ihre Röntgenemission[8]